# 拉玛尔·帕特森
拉玛尔·帕特森（英語：Lamar Patterson，1991年8月18日—），美国职业篮球运动员，目前于NBA的亚特兰大老鹰队效力。大学时期他曾是匹兹堡大学的一名队员。

## 大学生涯
来自宾夕法尼亚州兰开斯特的帕特森是一名身高6英尺5英寸（大约196公分）的锋卫摇摆人。高中时期，起初帕特森为兰开斯特当地的高中J. P. McCaskey High School打球，之后他转学到了新泽西州纽瓦克的Saint Benedict's Preparatory School打球。高中毕业后，他选择了为匹兹堡大学黑豹队打球。大一赛季，在2009年9月对阵卫奇塔州立大学的一场比赛中帕特森脚踝受伤而不得不以伤病红衫球员的身份错过了那个赛季的大部分比赛。帕特森在2010-11赛季回归球场，并成为了黑豹队轮换阵容中重要的一员。2011-12赛季中，作为一名红衫大二生，帕特森成功地成为了一名球队首发并且把他的场均得分数从2.6提升至了9.6。随着他带领球队赢下了2012年大学篮球邀请赛冠军，他高调地完成了那个赛季。在邀请赛中他场均得到13.3分，6个篮板和4.5次助攻并且成为了那届邀请赛的最有价值球员。
大三赛季，帕特森成功帮助了匹兹堡大学重回NCAA锦标赛（英文：NCAA Division I Men's Basketball Tournament）。然而，在锦标赛中匹兹堡大学被后来打入四强的卫奇塔州立大学淘汰。大四时，帕特森选择了继续为匹兹堡大学效力，而也就是在这个赛季匹兹堡大学黑豹队从大东联盟（英文：Big East Conference）搬到了大西洋沿岸联盟（英文：Atlantic Coast Conference）。帕特森在这个赛季中大放异彩，把他的场均得分数从大三时的10.0分提升到了17.1分。在赛季接近尾声时，他被选入了联盟All-ACC二队。

## 职业生涯
2014年6月26日，帕特森在2014年NBA选秀中被密尔沃基雄鹿队用48号签选中。选秀日当晚他被交易至了亚特兰大老鹰队。2014年7月，他代表老鹰队参加了2014年NBA夏季联赛。2014年8月5日，帕特森与土耳其的Tofaş Bursa队签约。2014-15赛季，在为Tofaş效力的29场比赛中，帕特森场均得到11.2分，3.4篮板，2.2次助攻和1.0次抢断。
2015年7月24日，由于在之前参加的七场2015NBA夏季联赛比赛中场均能得到13.1分，5.1篮板，3.4次助攻和1.6次助攻，亚特兰大老鹰队与帕特森签下了一份合同。
2018年以及2019年夏天帕特森分別效力於全国男子篮球联赛拉萨净土與武汉当代。